# 圣哈维耶尔
圣哈维耶尔，是西班牙穆尔西亚自治区的一个市镇。总面积75平方公里，总人口20125人（2001年），人口密度268人/平方公里。